# Camaldoli, Scodella, Campigna, Badia Prataglia
Camaldoli, Scodella, Campigna, Badia Prataglia este o arie protejată (arie de protecție specială avifaunistică — SPA) din Italia întinsă pe o suprafață de 2.155 ha, integral pe uscat.

## Localizare
Centrul sitului Camaldoli, Scodella, Campigna, Badia Prataglia este situat la coordonatele 43°48′41″N 11°47′32″E / 43.811437°N 11.792124°E.

## Înființare
Situl Camaldoli, Scodella, Campigna, Badia Prataglia a fost declarat arie de protecție specială avifaunistică în decembrie 1998 pentru a proteja 36 de specii de animale.

## Biodiversitate
Situată în ecoregiunea continentală, aria protejată conține 17 habitate naturale: Păduri panonice-balcanice de stejar turcesc - stejar sesil, Păduri de fag din Apenini cu Abies alba și păduri de fag cu Abies nebrodensis, Roci stâncoase cu vegetație pionieră de Sedo-Scleranthion sau Sedo albi-Veronicion dillenii, Păduri de fag Luzulo-Fagetum, Fânețe de joasă altitudine (Alopecurus pratensis, Sanguisorba officinalis), Lacuri eutrofice naturale cu vegetație de tip Magnopotamion sau Hydrocharition, Păduri aluvionare cu Alnus glutinosa și Fraxinus excelsior (Alno-Padion, Alnion incanae, Salicion albae), Păduri de fag Asperulo-Fagetum, Pajiști uscate europene, Pante stâncoase silicioase cu vegetație casmofită, Peșteri inaccesibile publicului, Păduri de Castanea sativa, Ape puternic oligomezotrofe cu vegetație bentonică cu Chara spp., Liziere de ierburi înalte hidrofile de câmpie și de nivel montan până la alpin, Formațiuni ierboase bogate în specii de Nardus, dezvoltate pe substraturi silicioase în zone montane (și în zone submontane, în Europa continentală), Pajiști uscate seminaturale și facies de acoperire cu tufișuri pe substraturi calcaroase (Festuco-Brometalia) (* situri importante pentru orhidee), Formațiuni de Juniperus communis pe lande sau pajiști calcaroase.
La baza desemnării sitului se află mai multe specii protejate:
- păsări (21): uliu porumbar (Accipiter gentilis), fâsă de pădure (Anthus trivialis), acvilă de munte (Aquila chrysaetos), caprimulg (Caprimulgus europaeus), cojoaica de pădure (Certhia familiaris), șerpar (Circaetus gallicus), erete de stuf (Circus aeruginosus), erete vânăt (Circus cyaneus), Dryobates minor, ciocănitoare neagră (Dryocopus martius), șoim călător (Falco peregrinus), muscar-gulerat (Ficedula albicollis), acvilă pitică (Hieraaetus pennatus), sfrâncioc roșiatic (Lanius collurio), ciocârlie de pădure (Lullula arborea), gaia neagră (Milvus migrans), viespar (Pernis apivorus), codroșul de pădure (Phoenicurus phoenicurus), pitulice sfârâitoare (Phylloscopus sibilatrix), brumăriță de pădure (Prunella modularis), silvie de zăvoi (Sylvia borin)
- amfibieni (3): Bombina pachypus, Salamandrina terdigitata, Triturus carnifex
- mamifere (7): lupul (Canis lupus), liliac cu aripi lungi (Miniopterus schreibersii), liliac cu urechi de șoarece (Myotis blythii), liliac cărămiziu (Myotis emarginatus), liliac comun (Myotis myotis), liliacul mare cu potcoavă (Rhinolophus ferrumequinum), liliacul mic cu potcoavă (Rhinolophus hipposideros)
- nevertebrate (5): Austropotamobius pallipes, Euplagia quadripunctaria, rădașcă (Lucanus cervus), Rosalia alpina, Vertigo angustior

Pe lângă speciile protejate, pe teritoriul sitului au mai fost identificate 9 specii de plante, 2 specii de păsări, 3 specii de amfibieni, 9 specii de mamifere, 3 specii de nevertebrate.